# Isolde Frölian
Isolde Frölian   (Dresden, 8 d'abril de 1908 - Dresden, 6 de novembre de 1957) va ser una gimnasta artística alemanya que va competir durant la dècada de 1930.
El 1936 va prendre part en els Jocs Olímpics de Berlín, on guanyà la medalla d'or en la competició del concurs complet per equips del programa de gimnàstica.